# Seven Stars
El Seven Stars es un club de fútbol femenino de Cabo Verde de la ciudad de Praia de la isla de Santiago. Juega en la en campeonato caboverdiano de fútbol femenino, competición que ha ganado en cuatro ocasiones. Varias jugadoras formadas en el equipo, juegan en equipos del fútbol femenino de Portugal.
También dispone de una sección de baloncesto.

## Estadio

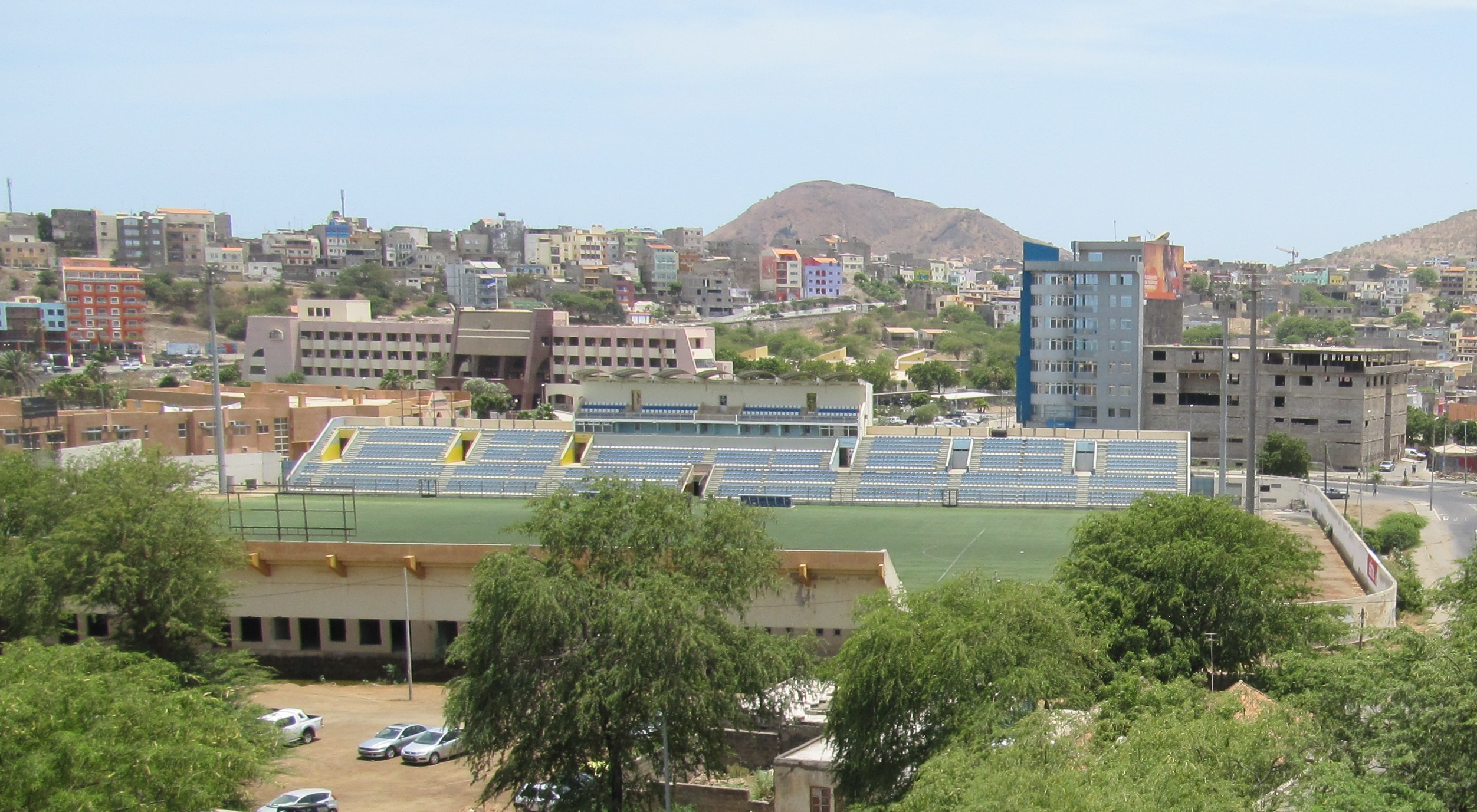
Estadio de Várzea.

El Seven Stars juega en el estadio de Várzea, campo de hierba artificial, el cual comparte con el resto de equipos de la ciudad, Tiene una capacidad para 8.000 espectadores.
Otro campo utilizado por el equipo es el campo de Calabaceira, campo de hierba artificial.

## Palmarés
Campeonato caboverdiano de fútbol femenino: 4
2013, 2014, 2015 y 2016

## Otras secciones y filiales
El club dispone de un equipo femenino de balonmano.